# فرودگاه کلن بن
فرودگاه کلن بن (به آلمانی: Flughafen Köln/Bonn) (یاتا: CGN، ایکائو: EDDK) یک فرودگاه بین‌المللی در آلمان است که در شهر کلن و در نزدیکی پایتخت سابق آلمان، بن قرار دارد. این فرودگاه با جابه‌جایی ۱۰٫۳ میلیون مسافر در سال ۲۰۱۵ میلادی، هفتمین فرودگاه پررفت‌وآمد در آلمان است و از نظر میزان بار جابه‌جاشده نیز سومین فرودگاه بزرگ این کشور محسوب می‌شود. تا مارس ۲۰۱۵ میلادی از طریق فرودگاه کلن بن به بیش از ۱۱۵ مقصد در ۳۵ کشور جهان پرواز انجام می‌شود.

## شرکت‌های هواپیمایی و مقصدهای پروزای

### مسافربری
| شرکت‌های هواپیمایی                             | مقصدهای پروازی | پایانه |
| --------------------------------------------- | --- | ------ |
| آدریا ایرویز                                  | فرودگاه لیوبلیانا (آغاز از ۲۸ مارس ۲۰۱۶) | 2D     |
| ایر عربیا مغرب                                | فرودگاه بین‌المللی ناظور | 2D     |
| تی‌یوآی‌فلای                                    | فرودگاه برلین تگل، فرودگاه مادیرا (آغاز از ۳ مه ۲۰۱۶) فصلی: فرودگاه بین‌المللی سالونیک (آغاز از ۹ ژوئیه ۲۰۱۶) | 2D     |
| ایر ویا                                       | چارتر فصلی: فرودگاه وارنا | 2D     |
| اطلس گلوبال                                   | فصلی: فرودگاه آنتالیا، فرودگاه بین‌المللی صبیحه گوکچن | 2D     |
| آستریا ایر                                    | فرودگاه بین‌المللی وین | 1C     |
| بلغارین ایر چارتر                             | چارتر فصلی: فرودگاه بورگاس، فرودگاه وارنا | 2D     |
| بلو ایر                                       | فرودگاه بین‌المللی هنری کواندا، فرودگاه بین‌المللی یاش (آغاز از ۳ ژوئن ۲۰۱۶)، فرودگاه بین‌المللی سیبیو (آغاز از ۲۸ مارس ۲۰۱۶) | 2D     |
| بوراجت                                        | فرودگاه بین‌المللی اسن‌بوغا، فرودگاه بین‌المللی صبیحه گوکچن فصلی: فرودگاه ادرمیت کورفز (آغاز از ۷ ژوئن ۲۰۱۶) | 2D     |
| کوندور فلوگدینست                              | فصلی: فرودگاه آنتالیا، فرودگاه پالما د مایورکا | 2D     |
| کرندون ایرلاینز                               | فصلی: فرودگاه آنتالیا | 2D     |
| ایزی‌جت                                        | فرودگاه گاتویک (پایان در ۲۱ مارس ۲۰۱۶) | 2D     |
| الین‌ایر                                       | فصلی: فرودگاه بین‌المللی سالونیک (آغاز از ۶ ژوئیه ۲۰۱۶) |        |
| یورووینگز                                     | فرودگاه درسدن، فرودگاه هامبورگ، فرودگاه لایپزیگ/هال، فرودگاه میلانو مالپنسا، فرودگاه پراگ رازیون فصلی: فرودگاه هرینگسدورف | 1B     |
| یورووینگز اجرا توسط سان‌اکسپرس دویچلند         | فرودگاه بین‌المللی سووارنابومی، فرودگاه بین‌المللی لوگان (آغاز از ۱ ژوئن ۲۰۱۶)، فرودگاه بین‌المللی کانکون، کینتانا رو، فرودگاه بین‌المللی سر سیوساگور رامگولام (آغاز از ۵ مه ۲۰۱۶)، فرودگاه بین‌المللی میامی (آغاز از ۱ سپتامبر ۲۰۱۶)، فرودگاه بین‌المللی پوکت، فرودگاه بین‌المللی گریگوریو لوپرون، فرودگاه بین‌المللی پونتا کانا، فرودگاه خوآن گئوآلبرتو گومس فصلی: فرودگاه بین‌المللی دوبی چارتر فصلی: فرودگاه بین‌المللی گرانتلی ادمز، فرودگاه بین‌المللی لا رومانا، فرودگاه بین‌المللی سنگستر | 1B     |
| فری‌برد ایرلاینز                               | چارتر فصلی: فرودگاه آنتالیا | 2D     |
| جرمن‌وینگز                                     | فرودگاه بین‌المللی اسن‌بوغا، فرودگاه بارسلونا-ال پرات، فرودگاه باری، فرودگاه برلین شونفلد، فرودگاه برلین تگل، فرودگاه بلوونی گوگلیلمو مارکونی، فرودگاه بین‌المللی بوداپست فرنک لیست، فرودگاه کاتانیا-فونتاناروسا، فرودگاه درسدن، فرودگاه دوبلین، فرودگاه ادینبرو، فرودگاه گرن کناریا، فرودگاه هامبورگ، فرودگاه بین‌المللی صبیحه گوکچن، فرودگاه کلاگن‌فورت، فرودگاه بین‌المللی لارناکا، فرودگاه لایپزیگ/هال، فرودگاه لیسبون پورتلا، فرودگاه هیترو لندن، فرودگاه استانستد لندن، فرودگاه منچستر، فرودگاه مراکش-منارا، فرودگاه میلانو مالپنسا، فرودگاه بین‌المللی دوموده‌دوو (آغاز از ۹ ژوئن ۲۰۱۶)، فرودگاه بین‌المللی ناظور، فرودگاه ناپل، فرودگاه نیس کوت دازور، فرودگاه پالرمو، فرودگاه پالما د مایورکا، فرودگاه پراگ رازیون، فرودگاه لئوناردو دا وینچی-فیومیچینو، فرودگاه روستوک-لاگه، فرودگاه زالتسبورگ، فرودگاه بین‌المللی سارایوو، فرودگاه اسپلیت، فرودگاه بین‌المللی سالونیک، فرودگاه بین‌المللی تونس قرطاج، فرودگاه ونیز مارکو پولو، فرودگاه بین‌المللی وین، فرودگاه زاگرب، فرودگاه زوریخ فصلی: فرودگاه آنتالیا، فرودگاه بین‌المللی آتن، فرودگاه باستیا – پورتا، فرودگاه میلاس-بودروم (آغاز از ۵ ژوئن ۲۰۱۶)، فرودگاه کگلیاری-الماس، فرودگاه کلوی–سینت-کاترین، فرودگاه بین‌المللی محمد پنجم، فرودگاه بین‌المللی کورفو، فرودگاه دوبروونیک، فرودگاه فارو، فرودگاه فوئرته‌ونتورا، فرودگاه بین‌المللی هراکلین، فرودگاه ایبیزا (اسپانیا)، فرودگاه عدنان مندرس، فرودگاه خرث، فرودگاه بین‌المللی کاوالا، فرودگاه بین‌المللی جزیره کوس، فرودگاه لامتزیا ترمه، فرودگاه منورکا (آغاز از ۱ مه ۲۰۱۶)، فرودگاه ملی جزیره میکناس، فرودگاه اولبیا - کاستا اسمرالدا، فرودگاه گالیله، فرودگاه پولا، فرودگاه بین‌المللی کفلاویک، فرودگاه بین‌المللی رود، فرودگاه رییکا، فرودگاه ملی سادورینی (تیرا)، فرودگاه استکهلم-آرلاندا، فرودگاه ابن بطوطه طنجه، فرودگاه تنریف جنوبی، فرودگاه بین‌المللی مادر ترزای تیرانا، فرودگاه ورونا، فرودگاه زادر | 1B, 1C |
| ایران ایر                                     | فرودگاه بین‌المللی امام خمینی | 2D     |
| لوفت‌هانزا                                     | فرودگاه مونیخ | 1C     |
| لوفت‌هانزا رجینال اجرا توسط لوفت‌هانزا سیتی‌لاین | فرودگاه مونیخ | 1C     |
| نروژین ایر شاتل                               | فرودگاه آلیکانته-الچه، فرودگاه گرن کناریا، فرودگاه مالاگا، فرودگاه تنریف جنوبی | 2D     |
| نوول‌ایر                                       | فصلی: فرودگاه بین‌المللی دیربا–زارزیس، فرودگاه بین‌المللی النفیضه حمامات | 2D     |
| انور ایر                                      | فصلی: فرودگاه آنتالیا | 2D     |
| هواپیمایی پگاسوس                              | فرودگاه بین‌المللی اسن‌بوغا، فرودگاه بین‌المللی صبیحه گوکچن فصلی: فرودگاه آدانا، فرودگاه آنتالیا، فرودگاه عدنان مندرس | 2D     |
| پابیدا                                        | فرودگاه بین‌المللی ونوکووا | 2D     |
| رایان‌ایر                                      | فرودگاه آلیکانته-الچه، فرودگاه بارسلونا-ال پرات، فرودگاه اوریو آل سریو، فرودگاه برلین شونفلد، فرودگاه کپنهاگ، فرودگاه دوبلین، فرودگاه گرن کناریا، فرودگاه استانستد لندن، فرودگاه مادرید-باراخاس، فرودگاه مالاگا، فرودگاه بین‌المللی مالت، فرودگاه پالما د مایورکا، فرودگاه فرنسیسکو جسا کارنئیرو، فرودگاه بین‌المللی ریگا، فرودگاه چمپینو، رم، فرودگاه صوفیه (آغاز از ۳۰ اکتبر ۲۰۱۶)، فرودگاه تنریف جنوبی، فرودگاه والنسیا، فرودگاه وارساو مادلن فصلی: فرودگاه بین‌المللی کورفو (آغاز از ۲۸ آوریل ۲۰۱۶)، فرودگاه فارو | 2D     |
| اسکای‌ورک ایرلاینز                             | فرودگاه برن | 2D     |
| سان اکسپرس                                    | فرودگاه آنتالیا، فرودگاه عدنان مندرس | 2D     |
| سان‌اکسپرس دویچلند                             | فرودگاه آدانا، فرودگاه بین‌المللی اسن‌بوغا، فرودگاه آنتالیا، فرودگاه میلاس-بودروم، فرودگاه فوئرته‌ونتورا، فرودگاه اوگوزلی، فرودگاه قاضی پاشا، فرودگاه گرن کناریا، فرودگاه بین‌المللی غردقه، فرودگاه عدنان مندرس، فرودگاه بین‌المللی ارکیلت، فرودگاه لانزاروته (آغاز از ۳ مه ۲۰۱۶)، فرودگاه بین‌المللی مرسی عالم، فرودگاه پالما د مایورکا، فرودگاه بین‌المللی شرم‌الشیخ، فرودگاه ترابزون فصلی: فرودگاه دالامان، فرودگاه فوئرته‌ونتورا، فرودگاه بین‌المللی پافوس، فرودگاه بین‌المللی رود، فرودگاه وارنا (آغاز از ۲ مه ۲۰۱۶) چارتر فصلی: فرودگاه بین‌المللی ناظور | 2D     |
| تیلویند ایرلاینز                              | چارتر فصلی: فرودگاه آنتالیا | 2D     |
| تی‌یوآی‌فلای                                    | فرودگاه آنتالیا، فرودگاه رابیل، فرودگاه گرن کناریا، فرودگاه فوئرته‌ونتورا، فرودگاه مادیرا، فرودگاه منورکا، فرودگاه بین‌المللی امیلکر کبرل، فرودگاه تنریف جنوبی فصلی: فرودگاه آدانا، فرودگاه دالامان، فرودگاه بین‌المللی هراکلین، فرودگاه بین‌المللی غردقه، فرودگاه بین‌المللی جزیره کوس، فرودگاه پالما د مایورکا، فرودگاه بین‌المللی ناظور، فرودگاه بین‌المللی رود، فرودگاه چهارشنبه سامسون، فرودگاه ساندسول-هرنوسند، فرودگاه بین‌المللی بن گوریون | 2D     |
| ترکیش ایرلاینز                                | فرودگاه بین‌المللی آتاترک، فرودگاه بین‌المللی صبیحه گوکچن | 2D     |
| ویز ایر                                       | فرودگاه بین‌المللی کلوژ-نپوکا، فرودگاه گدایسک لخ والسا، فرودگاه بین‌المللی کاتوویتس، فرودگاه کیف ژولیانی، فرودگاه اسکندر کبیر اسکوپیه، فرودگاه صوفیه | 2D     |

### باربری
| شرکت‌های هواپیمایی                               | مقصدهای پروازی |
| ----------------------------------------------- | --- |
| ATRAN                                           | فرودگاه بین‌المللی ونوکووا |
| Bluebird Cargo                                  | فرودگاه بین‌المللی کفلاویک |
| Cargojet Airways                                | فرودگاه بروکسل، فرودگاه بین‌المللی هلفکس استانفیلد، فرودگاه بین‌المللی جان سی. منرو همیلتن |
| EgyptAir Cargo                                  | فرودگاه بین‌المللی قاهره |
| فدکس اکسپرس                                     | فرودگاه بین‌المللی آتن، فرودگاه بین‌المللی ممفیس، فرودگاه مونیخ، فرودگاه بین‌المللی شانگهای پودنگ، فرودگاه بین‌المللی بن گوریون |
| فدکس اکسپرس اجرا توسط ای‌اس‌ال ایرلاینز ایرلند    | فرودگاه شارل دوگل پاریس |
| لوفت‌هانزا کارگو اجرا توسط مای‌کارگو ایرلاینز     | فرودگاه بین‌المللی آتاترک |
| ام‌ان‌جی ایرلاینز                                 | فرودگاه بین‌المللی آتاترک، فرودگاه لایپزیگ/هال، فرودگاه شارل دوگل پاریس |
| ترکیش ایرلاینز                                  | فرودگاه بین‌المللی آتاترک، فرودگاه لوتن لندن |
| یوپی‌اس ایرلاینز                                 | فرودگاه بین‌المللی آلماتی، فرودگاه آنکونا، فرودگاه بارسلونا-ال پرات، فرودگاه بین‌المللی بوداپست فرنک لیست، فرودگاه بین‌المللی اوهر شیکاگو، فرودگاه بین‌المللی دوبی، فرودگاه ایست میدلند، فرودگاه هلسینکی، فرودگاه بین‌المللی هنگ کنگ، فرودگاه استانستد لندن، فرودگاه بین‌المللی لوئیویل، فرودگاه مادرید-باراخاس، فرودگاه مالمو، فرودگاه بین‌المللی ونوکووا، فرودگاه بین‌المللی چاتراپاتی شیواجی، فرودگاه بین‌المللی لیبرتی نیوآرک، فرودگاه گاردرموئن اسلو، فرودگاه شارل دوگل پاریس، فرودگاه بین‌المللی فیلادلفیا، فرودگاه چمپینو، رم، فرودگاه بین‌المللی شانگهای پودنگ، فرودگاه بین‌المللی شنژن بن، فرودگاه چانگی سنگاپور، فرودگاه استکهلم-آرلاندا، فرودگاه بین‌المللی تائویوان تایوان، فرودگاه بین‌المللی بن گوریون، فرودگاه والنسیا، فرودگاه ونیز مارکو پولو، فرودگاه بین‌المللی وین، فرودگاه شوپن ورشو |
| یوپی‌اس ایرلاینز اجرا توسط Bluebird Cargo        | فرودگاه کرک، فرودگاه ادینبرو، فرودگاه بین‌المللی کفلاویک |
| یوپی‌اس ایرلاینز اجرا توسط ای‌اس‌ال ایرلاینز سوئیس | فرودگاه بازل-مولوز-فرایبورگ اروپا، فرودگاه بین‌المللی هنری کواندا، فرودگاه کاردیف، فرودگاه بین‌المللی ژنو، فرودگاه بین‌المللی کاتوویتس، فرودگاه لیوبلیانا، فرودگاه پراگ رازیون، فرودگاه صوفیه، فرودگاه بین‌المللی ترایان وویا، فرودگاه زاگرب |
| یوپی‌اس ایرلاینز اجرا توسط ام‌ان‌جی ایرلاینز       | فرودگاه بین‌المللی آتاترک |
| یوپی‌اس ایرلاینز اجرا توسط استار ایر (مرسک لاین) | فرودگاه دوبلین، فرودگاه ایست میدلند، فرودگاه لیون-سینت اگزوپری، فرودگاه مارسی پروانس، فرودگاه اوریو آل سریو، فرودگاه مونیخ، فرودگاه شارل دوگل پاریس، فرودگاه فرنسیسکو جسا کارنئیرو |
| West Air Sweden                                 | فرودگاه برلین شونفلد |

## شرکت‌های هواپیمایی و مقصدهای پروازی

### مسافری
The following airlines offer regular scheduled and charter flights at Cologne Bonn Airport:
| شرکت‌های هواپیمایی                                     | مقصدهای پروازی |
| ----------------------------------------------------- | --- |
| ایر عربیا مغرب                                        | اگادیر المسیره (آغاز از ۲ اکتبر ۲۰۱۷)، ناظور |
| ایر ویا                                               | چارتر فصلی: وارنا |
| اطلس گلوبال                                           | فصلی: آنتالیا، صبیحه گوکچن |
| آسترین ایرلاینز                                       | وین |
| بلغارین ایر چارتر                                     | چارتر فصلی: بورگاس، وارنا |
| بلو ایر                                               | هنری کواندا، یاش |
| کوندور فلوگدینست                                      | فصلی: پالما د مایورکا (پایان در ۱ نوامبر ۲۰۱۷) چارتر فصلی: آل مکتوم |
| کرندون ایرلاینز                                       | فصلی: آنتالیا |
| الین‌ایر                                               | فصلی: سالونیک |
| یورو وینگز                                            | درسدن، کریستیانو رونالدو، هامبورگ، میلانو مالپنسا، پراگ رازیون |
| یورو وینگز                                            | دوبلین، ادینبرو، اینسبروک (آغاز از ۷ دسامبر ۲۰۱۷), لایپزیگ/هال، نیس کوت دازور (آغاز از ۲۲ دسامبر ۲۰۱۷), تونس قرطاج (آغاز از ۴ نوامبر ۲۰۱۷) فصلی: گرنوبل-ایزره (آغاز از ۱۱ دسامبر ۲۰۱۷) |
| یورو وینگز اجرا توسط جرمن‌وینگز                        | بارسلونا-ال پرات، باری، برلین تگل، بلوونی گوگلیلمو مارکونی، بوداپست فرنک لیست، کاتانیا-فونتاناروسا، درسدن، دوبلین، ادینبرو، گرن کناریا، هامبورگ، صبیحه گوکچن، کلاگن‌فورت، لارناکا، لایپزیگ/هال، لیسبون پورتلا، هیترو لندن، استانستد لندن، منچستر، مراکش-منارا، میلانو مالپنسا، ناظور، ناپل، نیس کوت دازور، Ordu–Giresun، پالرمو، پالما د مایورکا، پراگ رازیون، پریشتینا، رییکا، لئوناردو دا وینچی-فیومیچینو، زالتسبورگ، سارایوو، اسپلیت، سالونیک، تونس قرطاج، ونیز مارکو پولو، وین، زاگرب، زوریخ فصلی: آنتالیا، آتن، باستیا – پورتا، میلاس-بودروم، بریندیسی، کگلیاری-الماس، کلوی–سینت-کاترین، محمد پنجم، کورفو، دوبروونیک، النفیضه حمامات، فارو، فوئرته‌ونتورا، هراکلین، ایبیزا، عدنان مندرس، خرز، کاوالا، جزیره کوس، لامتزیا ترمه، منورکا، ملی جزیره میکناس، اولبیا - کاستا اسمرالدا، گالیله، پولا، کفلاویک، رود, ملی سادورینی، استکهلم-آرلاندا، سایلت، ابن بطوطه طنجه، تنریف جنوبی، مادر ترزای تیرانا، وارنا، ورونا، زادر، زاکینثوس |
| یورو وینگز اجرا توسط سان‌اکسپرس دویچلند                | سووارنابومی، خوزه مارتی، سر سیوساگور رامگولام، میامی، سنگستر، اورلاندو، گریگوریو لوپرون، پونتا کانا، خوآن گئوآلبرتو گومس، ویندهوک هوسیا کوتاکو فصلی: کیپ‌تاون (آغاز از ۶ نوامبر ۲۰۱۷)، ساوثوست فلوریدا (آغاز از ۴ مه ۲۰۱۸)، مک‌کاران، سیاتل-تاکوما چارتر فصلی: گرانتلی ادمز، لا رومانا، لا امریکاس |
| فلای‌بی اجرا توسط استوبارت ایر                         | فصلی: جنوبی لندن (پایان در ۲۷ اکتبر ۲۰۱۷) |
| فری‌برد ایرلاینز                                       | چارتر فصلی: آنتالیا |
| ایران ایر                                             | امام خمینی |
| لوفت‌هانزا                                             | مونیخ |
| لوفت‌هانزا رجینال اجرا توسط لوفت‌هانزا سیتی‌لاین         | مونیخ |
| نروجین ایر شاتل اجرا توسط Norwegian Air International | آلیکانته-الچه، مالاگا فصلی: گرن کناریا، تنریف جنوبی |
| نوول‌ایر                                               | فصلی: دیربا–زارزیس، النفیضه حمامات |
| انور ایر                                              | فصلی: آنتالیا، ارکیلت |
| پگاسوس ایرلاینز                                       | اسن‌بوغا، صبیحه گوکچن فصلی: آدانا، آنتالیا، عدنان مندرس |
| پابیدا                                                | ونوکووا |
| رایان‌ایر                                              | آلیکانته-الچه، بارسلونا-ال پرات، اوریو آل سریو، برلین شونفلد، بلوونی گوگلیلمو مارکونی (آغاز از ۲ نوامبر ۲۰۱۷), بریستول (آغاز از ۲۹ اکتبر ۲۰۱۷), کپنهاگ، دوبلین، گرن کناریا، استانستد لندن، مادرید-باراخاس، مالاگا، مالت، منچستر (آغاز از ۲۹ اکتبر ۲۰۱۷), مراکش-منارا (آغاز از ۳۰ اکتبر ۲۰۱۷)، پالما د مایورکا، فرنسیسکو جسا کارنئیرو، ریگا، چمپینو، رم، سن پابلو (آغاز از ۲۹ اکتبر ۲۰۱۷), صوفیه، تنریف جنوبی، ترویزو (آغاز از ۳۱ اکتبر ۲۰۱۷), والنسیا، ویلنیوس (آغاز از 0۱ نوامبر ۲۰۱۷), ویتوریا (آغاز از ۳۰ اکتبر ۲۰۱۷), وارساو مادلن فصلی: کورفو، فارو |
| اسکای‌ورک ایرلاینز                                     | برن (پایان در ۱ نوامبر ۲۰۱۷) |
| Small Planet Airlines (Germany)                       | چارتر: فوئرته‌ونتورا، گرن کناریا، پالما د مایورکا، تنریف جنوبی |
| سان اکسپرس                                            | آنتالیا، عدنان مندرس فصلی: Ordu-Giresun |
| سان‌اکسپرس دویچلند                                     | آدانا، اگادیر المسیره، اسن‌بوغا، آنتالیا، میلاس-بودروم، فوئرته‌ونتورا، اوگوزلی، قاضی پاشا، گرن کناریا، غردقه، عدنان مندرس، ارکیلت، لانزاروته، مرسی عالم، پالما د مایورکا، شرم‌الشیخ، ترابزون فصلی: بورگاس، دالامان، فوئرته‌ونتورا، پافوس، رود، وارنا چارتر فصلی: ناظور |
| تیلویند ایرلاینز                                      | چارتر فصلی: آنتالیا |
| تاپ پرتغال اجرا توسط TAP Express                      | لیسبون پورتلا |
| تی‌یوآی‌فلای                                            | آنتالیا، رابیل، گرن کناریا، فوئرته‌ونتورا، کریستیانو رونالدو، منورکا، امیلکر کبرل، تنریف جنوبی فصلی: آدانا، دالامان، هراکلین، غردقه، جزیره کوس، پالما د مایورکا، ناظور، رود، چهارشنبه سامسون، سوندسوال-ارنساند، بن گوریون |
| ترکیش ایرلاینز                                        | آتاترک، صبیحه گوکچن |
| ویز ایر                                               | کلوژ-نپوکا، کرایووا، گدایسک لخ والسا، کاتوویتس, کیف ژولیانی، کوشیتسه، اسکندر کبیر اسکوپیه، توزلا |

### باری
Cologne Bonn Airport is a major cargo hub in the world mainly due to its function as a hub for فدکس اکسپرس and یونایتد پارسل سرویس.
| شرکت‌های هواپیمایی                               | مقصدهای پروازی |
| ----------------------------------------------- | --- |
| ATRAN                                           | ونوکووا |
| Cargojet                                        | بروکسل، هلفکس استانفیلد، جان سی. منرو همیلتن |
| EgyptAir Cargo                                  | قاهره |
| فدکس اکسپرس                                     | آتن، ممفیس، مونیخ، شانگهای پودنگ، بن گوریون |
| فدکس اکسپرس اجرا توسط ای‌اس‌ال ایرلاینز ایرلند    | شارل دوگل پاریس |
| ام‌ان‌جی ایرلاینز                                 | آتاترک، لایپزیگ/هال، شارل دوگل پاریس |
| ترکیش ایرلاینز                                  | آتاترک، لوتن لندن |
| یوپی‌اس ایرلاینز                                 | آلماتی، آنکونا، بارسلونا-ال پرات، بوداپست فرنک لیست، اوهر شیکاگو، دوبی، ایست میدلند، هلسینکی، هنگ کنگ، استانستد لندن، لوئیویل، مادرید-باراخاس، مالمو، ونوکووا، چاتراپاتی شیواجی، گاردرموئن اسلو، شارل دوگل پاریس، فیلادلفیا، چمپینو، رم، شانگهای پودنگ، شنژن بن، چانگی سنگاپور، استکهلم-آرلاندا، تائویوان تایوان، بن گوریون، والنسیا، ونیز مارکو پولو، وین، شوپن ورشو |
| یوپی‌اس ایرلاینز اجرا توسط Bluebird Cargo        | کرک، ادینبرو، کفلاویک |
| یوپی‌اس ایرلاینز اجرا توسط ای‌اس‌ال ایرلاینز سوئیس | بازل-مولوز-فرایبورگ اروپا، هنری کواندا، کاردیف، ژنو، کاتوویتس، لیوبلیانا، پراگ رازیون، صوفیه، ترایان وویا، زاگرب |
| یوپی‌اس ایرلاینز اجرا توسط ام‌ان‌جی ایرلاینز       | آتاترک |
| یوپی‌اس ایرلاینز اجرا توسط استار ایر             | دوبلین، اوریو آل سریو، ایست میدلند، لیون-سینت اگزوپری، مارسی پروانس، مونیخ، شارل دوگل پاریس، فرنسیسکو جسا کارنئیرو |
| West Air Sweden                                 | برلین شونفلد |